# Grenade n°73
La grenade no 73, aussi connu comme le thermos ou bombe Woolworth, était une grenade anti-char britannique utilisée pendant la Seconde Guerre mondiale. Elle reçut son surnom à cause de sa ressemblance avec une bouteille thermos.

## Développement
Avec la fin de la bataille de France et l'évacuation du corps expéditionnaire britannique à partir du port de Dunkerque entre le 26 mai et le 4 juin 1940, une invasion allemande de la Grande-Bretagne semblait probable. Toutefois, l'armée britannique n'était pas bien équipée pour défendre le pays dans une telle éventualité ; dans les semaines après l'évacuation de Dunkerque, elle ne comptait que vingt-sept divisions. L'armée de terre était particulièrement à court de canons anti-chars, 840 avaient été abandonnés en France et seulement 167 étaient disponibles en Grande-Bretagne ; les munitions étaient si rare pour les canons restant qu'il était interdit d'en utiliser un seul à des fins de formation.
En raison de ces lacunes, un certain nombre de nouvelles armes anti-chars ont dû être mis au point pour équiper l'armée britannique et la Home Guard afin de repousser les véhicules blindés allemands. Beaucoup de ces armes étaient des grenades à main anti-char, dont un grand nombre qui pouvait être construits en un temps très court et pour un faible coût. Elles comprenaient la grenade anti-char no 74, aussi connu comme la « bombe collante », qui a été revêtue d'un adhésif puissant pour être « collé » à un véhicule, et le grenade incendiaire spéciale n°76, une déclinaison britannique du cocktail Molotov. Ian Hogg affirme que la "plus simple de ces grenades" était la grenade no 73, qui a été connu sous divers noms, y compris la grenade à main à percussion, la bombe Thermos et la bombe Woolworth.

## Conception
La grenade no 73 avait une forme sensiblement cylindrique et un bouchon à vis en plastique, similaire à celle d'une bouteille thermos, d'où le surnom de la « bombe Thermos » qui en a dérivé. Elle faisait environ 89 mm de diamètre pour 280 mm de long, et pesait environ 2,0 kg. Son contenu explosif était composé de 1,6 kg de dynamite gélatineuse d'ammonal polaire ou nitrogélatine - qui sont tous deux facilement inflammable et peut exploser lors d'impact de tirs d'armes légères. Lorsque lancée sur un char ou sur un autre véhicule, une bande tenu par l'utilisateur tire une goupille de sûreté, qui était attaché à une mise à feu "All-ways" no 69; cela armait et puis faisait exploser la grenade.
Cependant, son poids considérable signifiait qu'elle ne pouvait être lancée qu'à de courtes distances, limitant sa portée entre 10 et 15 mètres, et sa détonation pourrait blesser l'utilisateur s'il ne parvenait pas à se mettre à l'abri avant l'explosion. Elle était capable de pénétrer 50 mm de blindage, et « endommageait gravement tout char léger." Toutefois, elle pouvait être mieux utilisée contre les chenilles d'un char, elle pourrait facilement les souffler et forcer son équipage à stopper pour réparer.

## Histoire opérationnelle
La grenade no 73 a été mise en service dans les derniers mois de 1940, mais elle a rarement été utilisée comme une grenade anti-char. Le détonateur était généralement retiré et elle était utilisée comme une charge de démolition. Elle a été retirée du service au bout d'un an, et remise en service en 1943 pour des travaux de démolition.